# Igreja do Espírito Santo (Évora)
A Igreja do Espírito Santo é um monumento religioso da cidade de Évora, Portugal, estando situado no Largo dos Colegiais, freguesia da Évora (São Mamede, Sé, São Pedro e Santo Antão).
Fazendo parte do Colégio do Espírito Santo está classificada como Monumento Nacional desde 1910.

## História
A construção desta igreja resultou da fundação do Colégio do Espírito Santo, da Companhia de Jesus, instituído na cidade de Évora, na segunda metade do século XVI. Os jesuítas desenvolveram um importante centro educativo no dito colégio, desempenhando um importante papel na evangelização do Alentejo. Sucede porém que, dado que a primitiva capela colegial se situava no claustro (actual Sala dos Actos da Universidade de Évora) e portanto de acesso restrito, decidiu o cardeal-infante D. Henrique, ao tempo Arcebispo de Évora, construir uma nova igreja para o Colégio dos Jesuítas, onde toda a população poderia ouvir os famosos pregadores.
A construção da igreja iniciou-se em 4 de Outubro de 1566, sacrificando-se o primitivo Convento do Salvador (de freiras clarissas), que a rogo do Cardeal se mudaram para a Praça do Sertório. A sagração solene da nova igreja, presidida pelo fundador deu-se no Domingo de Páscoa de 1574. A igreja segue o modelo da jesuíta da Igreja de Gesù, em Roma, tendo depois servido de modelo a muitas outras igrejas de colégios jesuítas de Portugal, Ilhas e Brasil.
De 2020 a 2023, foi alvo de obras de requalificação, com de restauro e consolidações, de infraestruturas elétricas, mecânicas, águas e esgotos, museológicas e de acessibilidades exteriores. Durante as obras foram descobertos fragmentos de seis pinturas murais, que estavam ocultos e foram colocados a descoberto pelos trabalhos de restauro. Foram estudados pela UÉ e ficaram visíveis ao público. Foram investidos quase 2,5 milhões de euros.

## Características
O exterior, de aspecto pesado e imponente, tem alpendre de sete arcos graníticos, por onde se faz a entrada na igreja. O interior, de planta rectangular, bem iluminada por galerias altas (onde os estudantes da universidade, criada em 1579, participavam nas cerimónias solenes. A decoração das dez capelas laterais revestiu-se de grande sumptuosidade, particularmente com a aplicação de talha dourada, nos dois séculos seguintes. Destacam-se as capelas de Santo Inácio de Loyola, do Senhor Jesus dos Queimados (onde se conserva o crucifixo dado a beijar aos condenados da Inquisição) e da Irmandade do Senhor Jesus dos Passos da Cidade de Évora (transferida para esta Igreja em 1845, após a profanação do Convento da Graça, de belíssimos mármores coloridos e embutidos. No cruzeiro, à esquerda, está arca sepulcral destinada a receber as ossadas do Cardeal D.Henrique (que em vida a mandou preparar), vazia, porque o mesmo viria a morrer rei de Portugal, após a morte de D. Sebastião, estando sepultado nos Jerónimos, em Lisboa.
Após a expulsão dos Jesuítas, pelo Marquês de Pombal, em 1759, que ditou o encerramento da Universidade de Évora, a igreja foi entregue aos frades da Ordem Terceira Regular de São Francisco, até 1834 (expulsão das restantes ordens religiosas de Portugal). Esteve depois afecta à Casa Pia de Évora (então instalada na antiga universidade), até meados do século XX, quando entrou na posse do Seminário Maior da Arquidiocese de Évora.